# Hippopsis fratercula
Hippopsis fratercula là một loài bọ cánh cứng trong họ Cerambycidae.